# Kharanitar
Kharanitar (en népalais : खरानिटार) est un comité de développement villageois du Népal situé dans le district de Nuwakot. Au recensement de 2011, il comptait 1 609 habitants.